# Xanthorrhoea macronema
Xanthorrhoea macronema là một loài thực vật có hoa trong họ Thích diệp thụ. Loài này được F.Muell. ex Benth. miêu tả khoa học đầu tiên năm 1878.